# Saint-Apollinaire-de-Rias

Saint-Apollinaire-de-Rias este o comună în departamentul Ardèche din sud-estul Franței. În 1 ianuarie 2022 avea o populație de 199 de locuitori.